# 플라네타륨 (오오츠카 아이의 노래)
〈플라네타륨〉(일본어: プラネタリウム)은 일본의 가수 오오츠카 아이가 발매한 10번째 싱글로, 2005년 9월 21일 발매되었다.
〈플라네타륨〉은 〈다이스키다요〉(大好きだよ。)를 잇는 애절한 발라드 곡이다. 일본의 드라마 《꽃보다 남자》의 삽입곡이었고, 휴대전화 광고 음악으로도 선정되어 방송 매체를 통해 많이 알려졌다. 〈SMILY / 비다마〉(SMILY / ビー玉)에 이어 오리콘 주간 싱글 차트 1위도 차지했고, 연말까지 꾸준히 판매되면서 〈사쿠람보〉(さくらんぼ) 다음으로 많은 싱글 판매량을 기록했다. 2005년 연말 방송된 NHK 홍백가합전에도 이 곡으로 출연했다.
커플링 곡 〈drop.〉은 타이틀 곡 〈플라네타륨〉과 대비를 이루는 가볍고 밝은 분위기의 곡이다.
〈플라네타륨〉은 3번째 정규 앨범 《LOVE COOK》에 수록되었고, 베스트 앨범 《아이 am BEST》(愛 am BEST)에도 수록되었다.
쟈켓은 분위기 있는 밤에만 볼 수 있는 어두운 분위기이다.

## 곡목
CD
1. プラネタリウム (플라네타륨)-마츠모토 준이도묘지 츠카사로출현을했던일본만화를원작으로한일본드라마인꽃보다 남자의삽입곡이자휴대전화광고음악으로선정됀곡이다. 뮤비랑이노래랑잘어울린다.
2. drop.
3. プラネタリウム (Instrumental)
4. drop. (Instrumental)

DVD
1. プラネタリウム (Music Clip)